# Pollenza
Pollenza es una localidad y comune italiana de la provincia de Macerata, en la región de las Marcas, con 6197 habitantes (ISTAT 2025).

## Demografía
| Gráfica de evolución demográfica de Pollenza entre 1861 y 2001 |
|                                                                |
| Fuente ISTAT - elaboración gráfica de Wikipedia                |